# ديكلان أورورك
ديكلان أورورك (بالإنجليزية: Declan O'Rourke)‏ هو مغني وكاتب أغاني أيرلندي، ولد في 1976 في دبلن في جمهورية أيرلندا.

## وصلات خارجية
- الموقع الرسمي
- ديكلان أورورك على موقع ميوزك برينز (الإنجليزية)
- ديكلان أورورك على موقع ديسكوغز (الإنجليزية)